# Cuperly (champagne)
Cuperly is een champagnehuis dat in 1845 in Mourmelon-le-Petit als drankenhandel werd gevestigd. Het is een zelfstandig bedrijf. 
De firma die oorspronkelijk vooral in wijn en sterke drank handelde kocht aan het einde van de 19e eeuw een wijngaard in de grand cru-gemeente Verzy op de hellingen van de Montagne de Reims. Robert Cuperly besloot om een champagnehuis te stichten
In 1979 vestigde het huis zich weer in Mourmelon-le-Petit waar een productielijn, kantoren en kelders werden ingericht.
Champagne Cuperly produceert per jaar ongeveer 300.000 flessen champagne die voornamelijk in Frankrijk worden afgezet. De moderne kelder bevat grote containers maar er wordt ook met de traditionele eiken vaten van 220 liter gewerkt. Cuperly beschikt over 10 hectare eigen wijngaard met aanplant van pinot noir en chardonnay. De druiven worden in het eigen huis of door de contractboeren geperst. De jonge wijn wordt gefilterd en mag geen malolactische of appelzure gisting ondergaan. Om die tweede gisting te voorkomen wordt de wijn gefilterd en gekoeld.
Cuperly produceert zeven champagnes:
- De Grand Cru Brut van 40% chardonnay uit grand cru-gemeenten op de Montagne de Reims en 60% pinot noir bestaat voor 2/3 uit wijn van het afgelopen oogstjaar. Om een constante kwaliteit te bewerken werd de champagne aangevuld met de op eiken gelagerde wijn uit de reserves van het huis. De Grand Cru Brut wordt per fles of per magnum verkocht.
- De Brut en Demi Sec van 40% chardonnay 60% pinot noir bestaat voor 2/3 uit wijn van het afgelopen oogstjaar. Om een constante kwaliteit te bewerken werd de champagne aangevuld met de op eiken gelagerde wijn uit de reserves van het huis. Bij de toevoeging van de liqueur d'expédition kreeg de Demi-Sec een dosage van 35 gram rietsuiker per liter, aan de minder zoete Brut werd 12 gram rietsuiker per liter toegevoegd. Beide varianten worden ook als jeroboam en methusalem op de markt gebracht.
- De Rosé, een roséchampagne van 50% chardonnay 40% pinot noir werd met 10% uit de pinot noir bereidde rode wijn aangevuld. Deze rode wijn is voor 2/3 afkomstig uit het afgelopen oogstjaar maar de rest komt uit de eiken vaten in de kelder. De rosé kreeg een dosage van 10 gram suiker per liter.
- De Grand Cru Brut van 30% chardonnay en 70% pinot noir uit grand cru-gemeenten bestaat voor 2/3 uit wijn van het afgelopen jaar, aangevuld met wijn uit de eiken vaten in de kelder. Deze brut kreeg een dosage van 8 gram suiker per liter en wordt ook als jéroboam op de markt gebracht.
- De Cuvée Millésime van 80% chardonnay en 20% pinot noir bestaat uit wijn van één oogstjaar. De pinot noir werd op eiken vaten gelagerd en de wijn kreeg een dosage van 8 gram suiker per liter.
- De Blanc de Blancs van 100% Chardonnay draagt op het etiket de aanduiding "Tête de cuvée" wat inhoudt dat de wijn van de beste druiven werd gemaakt.  De stille champagne werd een jaar lang in eiken vaten bewaard en kreeg een dosage van 10 gram suiker per liter.
- De Blanc de Noirs van 100% pinot noir "Tête de cuvée" is een blanc de noirs, een witte wijn van blauwe (de Fransen zeggen "zwarte") druiven. Deze wijn kreeg een dosage van 10 gram suiker per liter.
- De Noirs et Blancs van 50% chardonnay en 50% pinot noir is een standaard samengestelde champagne waarbij de beste druiven zijn gebruikt. De wijn is op eiken vaten gelagerd geweest en kreeg een dosage van 10 gram suiker per liter.